# Karol Domagalski
Karol Domagalski, né le 8 septembre 1989 à Skała, est un coureur cycliste polonais.

## Biographie
À la fin de la saison 2014, il quitte l'équipe continentale professionnelle espagnole Caja Rural-Seguros RGA où il évolue depuis 2012 pour rejoindre la formation anglaise Raleigh GAC.
Fin 2015, il signe un contrat avec l'équipe ONE. En 2017, il gagne Grand Prix des Marbriers.
Il met un terme à sa carrière cycliste à l'issue de la saison 2021. 

## Palmarès et résultats

### Palmarès par année
- 2009
  - 4e étape du Tour de Palencia
  - 2e du Grand Prix de la ville de Vigo
  - 2e de la Prueba Alsasua
- 2010
  - Trofeo San Antonio
  - 2e du Tour de Palencia
  - 3e du Trofeo San Lorenzo
- 2011
  - Laukizko Udala Saria
  - Tour de Valladolid
  - Klasika Lemoiz
  - Mémorial Etxaniz
  - Premio Lakuntza
  - 1re étape du Tour de Salamanque
  - Circuito Sollube
  - Prueba Alsasua
  - 2e du Tour de Salamanque
  - 2e du Gran Premio San Bartolomé
  - 3e du Mémorial José Ciordia
  - 3e du championnat de Pologne sur route espoirs
- 2016
  - 3e et 5e étapes du Tour de Corée
  - 2e du Ronde van Midden-Nederland
- 2017
  - Grand Prix des Marbriers
  - 2e du Velothon Wales
  - 3e du Szlakiem Walk Majora Hubala
- 2018
  - 2e de la Rutland-Melton International Cicle Classic

### Résultats sur les grands tours

#### Tour d'Espagne
1 participation
- 2014 : 124e

### Classements mondiaux
| Année           | 2010 | 2011 | 2012 | 2013 |
| --------------- | ---- | ---- | ---- | ---- |
| UCI Europe Tour | 849e |      | 779e | 863e |